# Шебойган
Вижте пояснителната страница за други значения на Шебойган.
Шебойган (на английски: Sheboygan) е град в Уисконсин, Съединени американски щати, административен център на окръг Шебойган. Разположен е при вливането на река Шебойган в езерото Мичиган, на около 80 км северно от Милуоки. Въпреки че на изток граничи с езерото Мичиган, в града няма действащо пристанище. Населението му е 48 329 души (по приблизителна оценка от 2017 г.).
В Шебойган е роден писателят Едуард Смит (1890 – 1965).

## Атракции
Окръг Шебойган е известен с производството си на братвурсти, тъй като голяма част от жителите на града и окръга са от немски произход. Всяка година се провежда международно състезание по надяждане с братвурсти – World Bratwurst Eating Championship. През 2006 японецът Такеру Кобаяши поставя световен рекорд, поглъщайки 58 братвурста за 10 минути.
В Шебойган се провежда и най-голямото състезание по сърфинг в езеро в света.

## Побратимени градове
- Еслинген (Германия)
- Цубаме (Япония)